# Episodi di Belle et Sebastien

Sebastien, nonno Caesar, Angelina e il dottor Guillaume.

Questa è la lista degli episodi dell'anime Belle et Sebastien realizzata dalla MK Company nel 1981 in 52 episodi e mandata in onda dall'emittente NHK. In Italia è stata trasmessa per la prima volta a partire da aprile 1981 su Italia 1.
La storia è basata su Belle e Sebastien, una raccolta di racconti dell'autrice francese Cécile Aubry da cui nel 1965 era già stata realizzata in Francia una serie televisiva in 13 episodi in bianco e nero con attori in carne e ossa, poi trasmessa in Italia nel 1967, e due seguiti tra il '68 e il '70.

Dal medesimo soggetto e con lo stesso titolo è stato prodotto un film francese in live action nel 2013 Belle e Sébastien.

## Lista episodi
| Nº | Titolo italiano Giapponese 「Kanji」 - Rōmaji - Traduzione letterale | In onda           | In onda |
| Nº | Titolo italiano Giapponese 「Kanji」 - Rōmaji - Traduzione letterale | Giapponese        |         |
| 1  | Un amico incompreso 「走れ！ ピレネーに向かって」 - Hashire! Pirene ni muka tte – "Corri! Verso i Pirenei" | 7 aprile 1981     |         |
| 1  | Inizi del XX secolo. Un grosso esemplare di cane da montagna dei Pirenei, a causa di una serie di malintesi, viene perseguitato da tutti perché ritenuto pericoloso; Sébastien, invece, è un bambino orfano che vive in un paesino sul versante francese dei Pirenei assieme al nonno adottivo César e alla nipote di questi, Angélina. Il cane bianco arriva al villaggio dove vive Sébastien; i paesani battezzano l'animale "Diavolo Bianco" e vengono avvisati dalla polizia di sparargli a vista. Sébastien incontra per caso il cane, scoprendo che si tratta in realtà di un animale buono e dolce; nasce così una grande amicizia. |                   |         |
| 2  | Nasce un'amicizia 「避難小屋の謎」 - Hinangoya no nazo – "Il mistero del capannone di evacuazione" | 14 aprile 1981    |         |
| 2  | Angélina, preoccupata per le notizie che giungono sul "Diavolo Bianco", vorrebbe impedire a Sébastien di uscire di casa, ma César è più incline a credere a Sébastien, che sostiene che l'animale è buono; Sébastien, intanto, nasconde l'animale in un vecchio rifugio e lo battezza Belle una volta scoperto che si tratta di una femmina. La polizia organizza una battuta di caccia per uccidere il cane e Sébastien corre al rifugio per mettere al sicuro Belle; César trova il nipote e gli rivela che la madre del bambino lo mise al mondo proprio in quella baita. La donna, una zingara di nome Isabel, faceva parte di una compagnia di artisti girovaghi e dovette abbandonare Sébastien perché il padre del ragazzo non era un gitano e sposandolo Isabel aveva violato le leggi del suo popolo. César e Angélina la trovarono per caso e l'aiutarono a partorire; poiché quando nacque era il giorno di San Sebastiano, il piccolo fu chiamato Sébastien. Terminato il racconto, sopraggiunge la polizia, ma Sébastien riesce a far scappare Belle. |                   |         |
| 3  | Caccia spietata 「岩山の一夜」 - Iwayama no ichiya – "Iwayama durante la notte" | 21 aprile 1981    |         |
| 3  | La polizia mette una taglia su Belle: chiunque riuscirà ad abbatterla riceverà una lauta ricompensa. Il capo della polizia e i paesani, furiosi con Sébastien per aver fatto scappare il cane, avvisano César e Angélina di tenere a freno il bambino. Sébastien, intanto, esce di nascosto per andare a giocare con Belle; il grosso cane bianco dimostra ancora una volta la propria bontà aiutando il piccolo amico dopo che Sébastien si è fatto male cadendo da una scarpata e portandolo al riparo in un anfratto, dove trascorrono la notte. Il mattino seguente, Belle e Sébastien vanno alla ricerca di fragole e César e Angélina, preoccupati per la scomparsa di Sébastien, si mettono alla sua ricerca. Nel frattempo, la polizia è di nuovo sulle tracce di Belle; nel trambusto, Belle è costretta a separarsi da Sébastien e a fuggire. Sébastien cerca di trovarla, ma si imbatte in César e Angélina, che gli proibiscono di proseguire; Sébastien, angosciato, non può far altro che udire gli spari in lontananza. |                   |         |
| 4  | Fuga oltre il confine 「運命の大跳躍」 - Unmei no dai chōyaku – "Un grande balzo del destino" | 28 aprile 1981    |         |
| 4  | Belle è riuscita a mettersi in salvo; Sébastien è al colmo della felicità, ma Angélina, preoccupata e decisa a tenerlo alla larga dal "Diavolo Bianco", lo rinchiude nel granaio. Nel frattempo, si susseguono i tentativi di stanare ed abbattere Belle; Jean, un poliziotto amico di Sébastien, César e Angélina, trova Belle, ma subito dopo precipita in un burrone, venendo tuttavia tratto in salvo proprio dal cane e cominciando a ricredersi sul suo conto. Sébastien, grazie anche all'aiuto di Pucci, riesce a scappare dal granaio e prende una decisione: scapperà insieme a Belle oltre il confine, in Spagna, per proteggere Belle e trovare Isabel. César, Angélina e Guillaume trovano Sébastien e Belle; dapprima spaventati alla vista del "Diavolo Bianco", si rendono conto che Belle è davvero buona come sostiene Sébastien e questa volta sono loro ad ostacolare la polizia. Sébastien, Belle e Pucci ne approfittano per raggiungere il confine, accompagnati da Angélina; la ragazza, sgomenta, si rende conto che Sébastien ha intenzione di andarsene sul serio e cerca di convincerlo a rinunciare. Sébastien, pur triste, è tuttavia deciso a proseguire, e dopo un ultimo abbraccio ad Angélina, attraversa il confine assieme a Belle e Pucci, entrando in Spagna. |                   |         |
| 5  | Un brutto incontro 「密輸小屋からの脱出」 - Mitsuyu koya karano dasshutsu – "Fuga dalla capanna del contrabbando" | 12 maggio 1981    |         |
| 5  | Appena oltrepassato il confine, Sébastien s'imbatte in due uomini, Muñoz e Mendoza, aggrediti dai lupi. Belle riesce a mettere in fuga le belve e i due, riconoscenti, offrono a Sébastien ospitalità per la notte; Belle, però, è diffidente e mostra di non gradire la loro compagnia. Durante la notte, infatti, Muñoz e Mendoza, che in realtà sono due contrabbandieri, cercano di catturare Belle per rivenderla. Il tentativo, per fortuna, fallisce e Belle e Sébastien riescono a scappare. Muñoz e Mendoza, a bordo del loro furgoncino, si mettono sulle loro tracce, inseguendoli dapprima lungo una strada dissestata e poi attraverso in un bosco, ma finiscono con lo schiantarsi contro un albero e precipitare in un fiume. Messi fuori gioco i due malviventi, Belle e Sébastien sono così liberi di proseguire e raggiungono un villaggio. |                   |         |
| 6  | In prigione! 「危機救う小さな手」 - Kiki sukuu chīsana te – "Una piccola mano per salvare la crisi" | 19 maggio 1981    |         |
| 6  | Nuovamente braccati da Muñoz e Mendoza, Belle e Sébastien riprendono la fuga per le stradine del villaggio, ma attirano l'attenzione di due poliziotti, Garcia e Martin; per evitare guai, Muñoz e Mendoza sono così costretti a lasciar perdere. In un primo momento, Garcia e Martin lasciano andare Belle e Sébastien, ma poco dopo ricevono una comunicazione da parte della polizia francese che Sébastien ha attraversato illegalmente il confine e che Belle è il famigerato "Diavolo Bianco"; Sébastien viene dunque arrestato. Mentre viene scortato in prigione assieme a Belle, Sébastien attira l'attenzione di Lena, una ragazzina di buona famiglia che in quel momento passava di lì. Belle e Sébastien vengono rinchiusi in cella, ma Sébastien riesce con un trucco a farsi aprire la cella da Martin e i due scappano. L'inseguimento riprende e Belle e Sébastien, per recuperare Pucci che si era allontanato, entrano nel cortile di una villa che si rivela essere proprio la casa di Lena. Senza esitare, Lena nasconde i due in cucina e mente a Garcia, allontanandolo. |                   |         |
| 7  | Grazie Lena 「犬嫌いの刑事」 - Inu kirai no keiji – "Il detective che odia i cani" | 26 maggio 1981    |         |
| 7  | Lena offre ospitalità a Belle e Sébastien e spiega loro di sentirsi molto sola perché, essendo di salute estremamente delicata, passa molto tempo in casa e non ha amici. Sébastien, Belle e Lena passano un bel pomeriggio assieme, ma al ritorno del padre di Lena, che odia i cani, Sébastien e Pucci sono costretti a nascondersi dentro un armadio, mentre Belle si finge un pelouche. Alla villa si presentano Garcia e Martin alla ricerca di Belle e Sébastien e mostrano al signor Albert, il padre di Lena, le foto segnaletiche dei due; il signor Albert riconosce immediatamente Belle e chiede spiegazioni a Lena. Sébastien è costretto ad uscire allo scoperto; dapprima deciso a consegnare Belle e Sébastien alla polizia, il signor Albert decide di mettere alla prova Belle e convince Garcia e Martin a fare lo stesso. La dimostrazione, tuttavia, fallisce perché Garcia commette l'errore di maltrattare Pucci e Belle, per difendere il piccolo amico, aggredisce il poliziotto. Nel parapiglia che ne deriva, Lena, spaventata, si sente male e il signor Albert ordina a Garcia e Martin di andare a chiamare un medico. |                   |         |
| 8  | Promessa al tramonto 「夕陽の大滝下り」 - Yūhi no Ōtaki-kudari – "Discesa Otaki al tramonto" | 2 giugno 1981     |         |
| 8  | Sébastien, preoccupato, decide di restare finché Lena non si riprenderà e Maria, la domestica, ospita il ragazzino in cucina per tutto il tempo necessario; successivamente, con la complicità di Fernando, il maggiordomo, Maria nasconde Belle e Sébastien in una botte di vino vuota. Garcia e Martin tornano alla villa con una brutta notizia: il medico curante di Lena, il dottor Carlos, è a pesca nelle vicinanze di Laredo e i poliziotti non sono riusciti a trovarlo. Sébastien decide allora di mettersi lui stesso alla ricerca del dottore assieme a Belle; Garcia e Martin vorrebbero approfittarne per arrestare il ragazzo, ma il signor Albert, ormai persuaso della buona fede di Sébastien, convince i poliziotti a dargli fiducia per il bene di Lena. Belle e Sébastien partono dunque alla ricerca del dottor Carlos accompagnati da Garcia e Martin; i due poliziotti, però, non riescono a tenere il passo e Belle e Sébastien devono proseguire da soli. Sébastien promette di essere di ritorno prima del tramonto e Garcia e Martin decidono di fidarsi. Dopo molto girovagare, Belle e Sébastien trovano finalmente il dottor Carlos. |                   |         |
| 9  | L'addio a Lena 「さよならの贈り物」 - Sayonara no okurimono – "Un arrivederci come regalo" | 9 giugno 1981     |         |
| 9  | Belle e Sébastien hanno trovato il dottor Carlos, ma manca ormai pochissimo al tramonto; Sébastien, allora, imbraga il corpulento medico con una corda di liane per calarlo giù dalla cascata e costruisce una zattera per poter usare il fiume e arrivare a valle. Dopo un viaggio piuttosto movimentato, i protagonisti e il dottor Carlos riescono a raggiungere Garcia e Martin appena in tempo. Arrivati a casa del signor Albert, il dottor Carlos si occupa di Lena, mentre Belle e Sébastien attendono con ansia di avere notizie. Anche Garcia e Martin rimangono nei paraggi; Martin confessa al collega di cominciare ad avere dubbi circa la presunta pericolosità di Belle, ma Garcia non sembra voler sentire ragioni. La mattina dopo, Lena si è finalmente ripresa e ringrazia di cuore Belle e Sébastien; anche il signor Albert, ormai del tutto convinto della bontà d'animo del grande cane bianco e del suo padroncino, esprime loro tutta la propria gratitudine. Garcia, a questo punto, si prepara ad arrestare Belle e Sébastien, ma Lena finge di avere un altro malore e mentre il signor Albert tiene impegnati Garcia e Martin, i domestici fanno fuggire di nascosto il cane e il bambino; prima di andarsene, Sébastien promette a Lena di tornare a salutarla. Quando Belle e Sébastien sono ormai lontani, Garcia lascia intendere al signor Albert di essersi accorto di tutto sin dall'inizio, ma di aver permesso a Belle e Sébastien di scappare di proposito. |                   |         |
| 10 | Ladri nella fattoria 「牧場の泥棒退治」 - Bokujō no dorobō taiji – "Sbarazzati dei ladri del ranch" | 16 giugno 1981    |         |
| 10 | Sébastien prosegue il suo viaggio in direzione della Sierra Nevada assieme a Belle e Pucci. Davanti alle rovine di un castello s'imbatte in un pastorello suo coetaneo, Juan; in quel momento scoppia un temporale e Belle aiuta Juan a mantenere unito il gregge, salvando le pecore impaurite. Riconoscente, Juan li invita a fermarsi da lui: la casa è piena di strani marchingegni inventati dal nonno del ragazzo, Cortez, un vecchio signore molto cordiale; al contrario, il suo assistente Alfonso pare subito contrariato dalla presenza di Belle e Sébastien. Il giorno dopo, alcune pecore spariscono e Juan vorrebbe chiamare la polizia; ovviamente Sébastien si oppone e Juan, insospettito, lo accusa del furto. Deciso a discolparsi, Sébastien cerca di scoprire il colpevole e trova tracce di un camioncino. Grazie a Belle, Sébastien smaschera i veri colpevoli: si trattava di Alfonso, aiutato da due complici. Juan e nonno Cortez, riconoscenti, invitano Sébastien di rimanere per qualche tempo da loro e il bambino accetta. |                   |         |
| 11 | La dolce Pippi 「崩れ古城の冒険」 - Kuzure kojō no bōken – "Avventura nel vecchio castello fatiscente" | 23 giugno 1981    |         |
| 11 | King, il cane pastore di Juan, si è ammalato e Belle lo sostituisce alla guida del gregge finché non si sarà rimesso. Un giorno, Sébastien, Juan, Belle e Pucci si trovano a gironzolare nel giardino della casa di campagna della signora Amelia, un'anziana donna tanto ricca quanto intrattabile, e Pucci si invaghisce della sua bella cagnolina, Pippi. Pucci è così innamorato da perdere del tutto l'appetito e il giorno dopo si intrufola in casa della signora Amelia, desideroso di rivedere Pippi. I due cagnolini combinano un autentico disastro in casa e la signora Amelia, furibonda, ordina a Sébastien e Juan di tenere lontano Pucci da Pippi. Pucci, però, non demorde e torna da Pippi. La cagnetta è molto felice di vederlo ed escono all'aria aperta per giocare assieme, arrivando infine al castello in rovina. Pippi, arrampicatasi lungo il cornicione di un muro pericolante, rimane bloccata; la signora Amelia, preoccupata per la scomparsa della sua amata Pippi, incolpa Sébastien e Juan, ma Belle, che aveva visto Pucci e Pippi assieme, guida i ragazzi e la signora Amelia fino al castello e riescono a salvare Pippi. La signora Amelia, riconoscente, ringrazia Belle, Sébastien, Juan e anche Pucci, che ha rischiato di morire pur di salvare Pippi. Il giorno dopo, la signora Amelia deve ripartire per tornare in città e i ragazzi corrono a salutarla; Pucci è triste, ma quando Sébastien gli assicura che un giorno lui e Pippi si rivedranno sicuramente, il cagnolino ritrova l'allegria di sempre. |                   |         |
| 12 | Nonno Cortes 「替え玉大作戦」 - Kae tama daisakusen – "La strategia di sostituzione della palla" | 30 giugno 1981    |         |
| 12 | Mentre Belle continua ad aiutare a far la guardia al gregge di Juan, Muñoz e Mendoza giungono col loro camioncino alla fattoria di nonno Cortez per farsi dare un po' d'acqua, raccontando di essere alla ricerca del proprio cane che è stato loro sottratto da un ragazzino; il vecchio, però, si accorge subito che sono due furfanti e corre ad avvisare Sébastien. Il bambino corre a prendere Belle per metterla in salvo; dopo essersi nascosti in un covone di fieno, i due, inseguiti da Muñoz e Mendoza, si rifugiano al castello abbandonato e qui li fanno girare per un bel po' tra i labirintici passaggi, fino a quando, sopra ad un vecchio ponte, i due imbroglioni franano giù assieme al furgoncino. Ciononostante, Muñoz e Mendoza non si arrendono e tornano alla fattoria, dove intimano a nonno Cortez di consegnare loro Belle. Il vecchio si diverte a prenderli in giro con le proprie invenzioni, fino a costringere i due furfanti ad una fuga precipitosa. Alla fine dell'episodio, King, il cane di Juan, guarisce e torna al lavoro; Belle e Sébastien possono così ripartire. |                   |         |
| 13 | Un'avventura in città 「星空のシャンデリヤ」 - Hoshizora no shanderiya – "Il lampante cielo stellato" | 7 luglio 1981     |         |
| 13 | Belle e Sébastien si fanno dare un passaggio da un camionista e arrivano in una grande città. Sébastien si mette nei guai facendo entrare i suoi cani in un ristorante e i tre devono darsela a gambe; per salvarsi, Belle e Sébastien si nascondono in un'automobile e fanno così amicizia con Adolfo, un ragazzino di buona famiglia. Messa in moto l'automobile per errore, il veicolo schizza senza controllo per le vie della città; Adolfo, in pericolo, viene salvato da Belle un istante prima che l'automobile precipiti in mare. Adolfo, riconoscente, invita Belle e Sébastien a casa propria. Qui, Sébastien viene "costretto" a farsi un bel bagno e poi, vestito e agghindato di tutto punto, viene invitato a cenare assieme ad Adolfo e alla sua famiglia. Benché siano tutti molto gentili con lui, Sébastien si trova molto a disagio in un ambiente tanto raffinato e sente soprattutto la mancanza di Belle e Pucci, costretti a rimanere legati in giardino; così, durante la notte, Sébastien sgattaiola fuori per riunirsi con i suoi amati cani. Nel frattempo, due poliziotti si presentano alla villa e riferiscono al padre di Adolfo che Belle e Sébastien sono ricercati. L'uomo, seppur titubante, permette agli agenti di interrogare Sébastien, ma quando scoprono che il bambino e i cani sono spariti, il padre di Adolfo prega la polizia di ritrovarli: infatti, pur essendo convinto che Sébastien sia un bravo ragazzo, nutre anch'egli dei dubbi su Belle. Intanto, Belle e Sébastien si fermano a dormire in un parco, sotto le stelle, e Sebastien, ignaro che la polizia è di nuovo sulle sue tracce, sogna le persone a lui più care: César, Angélina e naturalmente sua madre, Isabel. |                   |         |
| 14 | Un atto di coraggio 「勇気ある捜索」 - Yūki aru sōsaku – "Ricerca coraggiosa" | 14 luglio 1981    |         |
| 14 | Ridestatosi dopo il sonnellino nel parco, Sébastien decide di salire sul campanile di una chiesa per capire in che direzione proseguire il suo viaggio e attira l'attenzione di alcuni frati che offrono a lui, Belle e Pucci cibo e ospitalità. Alla villa, intanto, Adolfo e la sua famiglia discutono sul fatto che Belle sia o meno una bestia pericolosa e sul motivo per cui Sébastien è ricercato: Adolfo e la sua sorellina Lisa sono sicurissimi della loro innocenza, mentre i loro genitori sono molto indecisi e proibiscono ai figli di uscire di casa. Lisa e Adolfo sono convinti che Belle e Sebastien siano ancora in città ed escono di nascosto per cercarli, ma precipitano in una buca, rimanendo intrappolati. Belle e Sébastien, frattanto, riprendono il viaggio, ma Belle si accorge che qualcosa non va e guida il padroncino fino da Adolfo e Lisa. Sébastien manda Belle a chiamare aiuto e si cala nella buca per andare in loro soccorso. Belle riesce a portare i genitori di Lisa e Adolfo fino alla buca e tutto si risolve per il meglio. Il padre dei due bambini, riconoscente, aiuta Belle e Sébastien a sfuggire alla polizia, ma avvisa anche Sébastien che lui e Belle sono ormai ricercati in tutta la Spagna e gli raccomanda prudenza. |                   |         |
| 15 | L'amicizia con uno scassinatore 「銀行ギャングの友情」 - Ginkō gyangu no yūjō – "Amicizia tra banche" | 21 luglio 1981    |         |
| 15 | Giunti in un'altra città, Belle e Sébastien si ritrovano di nuovo ad avere a che fare con la polizia, che però stavolta non sta cercando loro, bensì un giovane rapinatore. Imbattutisi per caso nel ladro in questione, Sébastien viene preso in ostaggio assieme a Belle e Pucci. Sébastien, grazie ad uno stratagemma, riesce a sfuggirgli, ma si accorge che il ladro è gravemente malato di cuore e decide di aiutarlo. Sébastien manda dunque Pucci a prendere la medicina ad una farmacia in cui si erano fermati poco prima; il cagnolino deve però vedersela con l'irascibile gatto del farmacista e dopo un rocambolesco inseguimento per le vie della città, Pucci riesce a seminare il felino e a farsi consegnare la medicina. Le condizioni del rapinatore, frattanto, sono peggiorate, ma Pucci torna in tempo con la medicina e l'uomo si sente subito meglio. All'arrivo della polizia, Belle, Sébastien e il ladro riescono a scappare e il rapinatore, riconoscente verso il bambino per averlo aiutato e pentito per i propri misfatti, si fa catturare per permettere al piccolo protagonista di scappare. |                   |         |
| 16 | Il mare del nonno 「おじいさんの海」 - Ojīsan no umi – "Il mare del nonno" | 28 luglio 1981    |         |
| 16 | Sébastien, Belle e Pucci arrivano in un paese in riva al mare e fanno amicizia con alcuni bambini. Uno dei ragazzi propone a Sébastien una gara di tuffi; Sébastien accetta, ma incappa in una forte corrente sottomarina e rischia di annegare. Il bambino viene salvato da una giovane donna di nome Rosetta, la quale, dopo aver punito i ragazzi per la loro incoscienza, invita Belle e Sébastien a casa propria. Rosetta vive con il nonno, un anziano pescatore ammutolito dal dolore per aver visto annegare Antonio, il fratellino di Rosetta, senza poter fare nulla per salvarlo; da allora, egli passa tutto il tempo a contemplare in silenzio il mare, forse nella speranza di riavere indietro Antonio. Mentre sta pescando su uno scoglio, Sébastien si addormenta, non accorgendosi così che la marea si sta alzando; quando si sveglia, si ritrova impossibilitato a tornare a riva e Belle corre a chiedere aiuto al nonno di Rosetta. Il vecchio rivive il momento in cui Antonio perse la vita e senza esitare esce in mare e porta in salvo Sébastien. Superato in tal modo il proprio trauma, il nonno di Rosetta riprende a parlare e invita tutti i bambini del villaggio ad una battuta di pesca notturna. |                   |         |
| 17 | Il segreto della nave 「陸に上った幽霊船」 - Riku ni nobotta yūreibune – "La nave fantasma che è andata a riva" | 11 agosto 1981    |         |
| 17 | Sebastien trova una nave alla fonda e ci sale. Addormentatosi sul tettuccio della cabina di pilotaggio, viene svegliato dal sopraggiungere dell'equipaggio, che si rivela essere una banda di trafficanti d'armi. Sebastien decide di rimanere a bordo di nascosto e cerca di indurre gli uomini a tornare verso il porto facendosi passare per un fantasma. Il capitano, però, non si lascia ingannare e riesce a smascherare Sébastien. Catturato insieme a Belle, Sébastien è condannato ad essere buttato in pasto ai pescecani, ma Pucci riesce a liberare i due amici. Belle e Sebastien riescono così a ribaltare la situazione e, fatti prigionieri tutti i trafficanti, conduce la nave in porto. Le maldestre manovre al timone di Sébastien attirano l'attenzione della polizia, che interviene e arresta tutti i trafficanti; Belle e Sébastien, comunque, riescono a svignarsela senza essere visti. |                   |         |
| 18 | Giorni indimenticabili 「逃げ出せ初航海」 - Nigedase-hatsu kōkai – "Fuggi dal primo viaggio" | 18 agosto 1981    |         |
| 18 | In porto sta per essere varata la nave del signor Albert e Lena, ormai completamente guarita, sarà la madrina della cerimonia. Venuta a conoscenza del fatto che una banda di trafficanti è stata messa nel sacco da un bambino in compagnia di un grosso cane bianco, Lena si fa subito accompagnare al porto e incontra così Belle e Sébastien. I tre passano un po' di tempo assieme e Sébastien racconta a Lena le avventure vissute fino a quel momento. Lena finisce così col fare tardi, ma grazie a Belle che la porta in groppa, la ragazza giunge al porto in tempo per l'inaugurazione. Belle e Sébastien assistono alla cerimonia nascosti nei bauli degli abiti di Lena; il capo della polizia portuale, al suo ultimo giorno di servizio e amico del signor Albert, controlla il carico e finge che sia tutto in regola. Belle, Sébastien, Lena e il signor Albert salpano in direzione dell'Africa; Sébastien promette a Lena che, appena ritrovata la madre, tornerà a trovarla assieme a lei e sbarca al primo porto per riprendere il viaggio. |                   |         |
| 19 | Il fantasma del vecchio castello 「幽霊の棲む古城」 - Yūrei no sumu kojō – "Il vecchio castello dove vivono i fantasmi" | 1º settembre 1981 |         |
| 19 | Sorpresi da un temporale, Belle e Sébastien si riparano in un castello che si dice sia infestato da un fantasma. Durante la notte, Sébastien si imbatte nel cosiddetto spettro, che tuttavia si rivela essere un ragazzo camuffato. Questi si presenta come Riccardo e vive tutto solo nel castello dalla partenza del padre; Sébastien, allora, si offre di tenergli compagnia per qualche giorno e Riccardo accetta di buon grado. Sébastien scende in paese a comprare delle provviste con delle strane monete d'oro dategli da Riccardo e conosce Consuelo, una donna che afferma di essere la sorella di Riccardo. Il bambino cade nella trappola e Consuelo, che non è affatto chi dice di essere ma una truffatrice, rapisce Riccardo con l'aiuto di due brutti ceffi. Belle fa uscire di strada l'automobile su cui viaggiano e Sébastien ne approfitta per intrufolarsi nel portabagagli; la vettura riprende poi il viaggio. Belle, ruzzolata in una scarpata, si lancia all'inseguimento dell'automobile. |                   |         |
| 20 | La rivincita del fantasma 「幽霊の逆襲」 - Yūrei no gyakushū – "Contrattacco fantasma" | 8 settembre 1981  |         |
| 20 | L'automobile di Consuelo arriva ad una grande villa e Sébastien vi entra di soppiatto, scoprendo che Riccardo è tenuto prigioniero al suo interno. Si scopre che Consuelo è una ladra che si è fatta assumere come governante dal padre di Riccardo per impossessarsi del tesoro di famiglia; la donna era sulle tracce del ragazzo per trovare il denaro nascosto da Riccardo, che ha alimentato la leggenda del tesoro proprio per tenere lontani i malfattori. Sébastien viene catturato dagli scagnozzi di Consuelo; la donna, alla fine, capisce che il tesoro è nel castello e parte con i suoi uomini per recuperarlo; prima, però, lega Sébastien e Riccardo e dà fuoco alla villa per sbarazzarsi dei due bambini. Belle, per fortuna, riesce ad arrivare in tempo e a salvarli. Sébastien e Riccardo tornano quindi al castello e si fanno passare per il fantasma, terrorizzando Consuelo e i suoi due compari. I tre, tuttavia, alla fine capiscono l'inganno e si preparano ad eliminare i due ragazzi; quando tutto sembra perduto, compare il padre di Riccardo: l'uomo, con l'aiuto di uno dei due complici di Consuelo che in verità era un uomo al suo servizio, fa arrestare Consuelo e l'altro suo scagnozzo. Il padre di Riccardo viene messo al corrente dalla polizia che Sébastien è ricercato perché Belle è il "Diavolo Bianco"; sapendo che Sébastien ha aiutato Riccardo, tuttavia, l'uomo permette al ragazzo di andarsene indisturbato. |                   |         |
| 21 | Il seguace del diavolo 「人さらいのわな」 - Hitosarai no wana – "La trappola per le persone" | 15 settembre 1981 |         |
| 21 | Sébastien, Belle e Pucci arrivano in un paese dove si dice si aggiri il "braccio destro del diavolo", un misterioso individuo che rapisce i bambini. In un bosco, Sébastien si imbatte in tre uomini incaricati di catturarlo che hanno appena bloccato l'automobile del fantomatico sequestratore; questi, però, riesce a fuggire. Sébastien si offre di aiutarli, ma viene catturato dal sequestratore; Belle, tuttavia, si mostra mansueta verso l'uomo e non pare considerarlo una minaccia. Sébastien riesce comunque a liberarsi e conduce i tre uomini a cavallo fino al nascondiglio del sequestratore grazie al fiuto di Belle. Nello scontro a fuoco che segue, il misterioso fuggiasco ruba agli inseguitori un fucile e un cavallo e rapisce Sébastien; Belle si lancia al suo inseguimento. |                   |         |
| 22 | Fuga disperata 「決死の非常線突破」 - Kesshi no hijō-sen toppa – "Sfondare il cordone mortale" | 29 settembre 1981 |         |
| 22 | Belle raggiunge Sébastien e l'uomo, il cui nome è Ramon Sefard, ma ancora una volta non reagisce; Sébastien è convinto che l'uomo le abbia fatto qualche sorta di maleficio, ma Ramon gli spiega che Belle, molto semplicemente, ha capito di potersi fidare di lui e ribadisce che le accuse contro di lui sono tutte menzogne. Ramon intende raggiungere una città passando per un sentiero di montagna e lascia libero il cavallo in modo da depistare gli inseguitori. Quella sera, Sébastien tenta di scappare, ma viene assalito da un branco di lupi. Ramon interviene per salvarlo e rimane ferito ad un braccio. La mattina dopo, i due devono attraversare un posto di blocco. Ramon spiega a Sébastien che i poliziotti che vi lavorano sono stati corrotti da una banda di contrabbandieri e che i tre uomini da cui sta scappando sono dei sicari incaricati di ucciderlo per impedirgli di sgominare la banda. Facendosi passare per dei suonatori ambulanti, Sébastien e Ramon riescono a passare. Nonostante tutto, però, Sébastien ha ancora paura di Ramon e scappa un'altra volta, ma si imbatte in un enorme orso bruno. Belle affronta l'animale, ma, ancora una volta, a salvare Sébastien è Ramon. Il bambino capisce così che Ramon è davvero un brav'uomo e decide di restare con lui. |                   |         |
| 23 | Il testimone 「名判事のたくらみ」 - Mei hanji notakurami – "La trama di un grande giudice" | 6 ottobre 1981    |         |
| 23 | I sicari sono ancora alle calcagna di Sébastien e Ramon e i due, ormai arrivati quasi alla vetta, affrettano il passo, ma vengono raggiunti; Ramon ingaggia un duro scontro a fuoco con i sicari e, nonostante l'aiuto di Belle, viene colpito e scivola in fondo alla vallata. L'uomo, sopravvissuto con qualche ferita, affida a Sébastien la propria borsa e gli chiede di portarla al palazzo di giustizia della città: la borsa contiene documenti molto importanti di cui i sicari vogliono impadronirsi. I sicari, intanto, continuano a dare la caccia a Ramon, ma vengono attaccati dall'orso ferito da Ramon nel precedente episodio. Sébastien viene fermato da alcuni poliziotti, ma riesce ad affidare la borsa a Belle, che scappa in città. Il bambino viene condotto al cospetto del giudice, che si rivela essere Ramon: quest'ultimo è davvero un magistrato ha convocato Sébastien in aula affinché testimoni contro i sicari, che nel frattempo sono stati catturati; i criminali vengono così condannati. Quella sera, Sébastien viene invitato a cena da Ramon nella sua residenza e il giudice gli dà le dovute spiegazioni. Tempo prima, Ramon si era recato a Valencia per raccogliere alcune testimonianze sull'attività dei contrabbandieri; il capo della banda, allora, gli mise alle costole i tre sicari, che avevano il compito di ucciderlo e sbarazzarsi delle prove che Ramon aveva raccolto. L'ispettore di polizia che ha fermato Sébastien, però, ha riconosciuto il bambino ed informa Ramon che Sébastien è ricercato, ma il giudice aiuta ugualmente Belle e Sébastien a scappare: infatti, così come Belle aveva capito subito che Ramon è una brava persona, anche il giudice è fermamente convinto della bontà di Belle e Sébastien. |                   |         |
| 24 | Un ladro prestigiatore 「ママを知ってる手品師」 - Mama wo shitte ru tejinashi – "Un mago che conosce la mamma" | 13 ottobre 1981   |         |
| 24 | Sébastien si imbatte in Diego Alvarez, un vecchio prestigiatore. Il bambino gli offre da mangiare, dopodiché riprende il cammino assieme a lui. Sébastien gli spiega di essere alla ricerca della compagnia di don Carlos, con cui lavora Isabel, e Diego gli racconta di aver lavorato con lui per un periodo, ma anche che Carlos è un furfante. Diego riferisce anche che la compagnia ora si trova nella città di Rabero. Arrivata la sera, Sébastien e Carlos si accampano, ma Belle non si fida di Diego; infatti, durante la notte, il prestigiatore deruba Sébastien di tutto il suo denaro e taglia la corda. Grazie al fiuto di Belle, Sébastien riesce a rintracciare Diego su un treno in partenza, ma non fa in tempo a fermarlo; Sébastien, però, non si perde d'animo ed insegue il treno. Diego torna alla compagnia di Carlos e cerca di imbrogliare i suoi antichi colleghi, senza successo; grazie a lui, però, Isabel scopre che Sébastien è in Spagna e la sta cercando. Anche la polizia, interrogando Diego, arrestato per il furto alla compagnia, viene a sapere che Belle e Sébastien stanno per arrivare in città e si preparano ad arrestarli. |                   |         |
| 25 | La corsa della speranza 「走れ！ママのもとに」 - Hashire! Mama no moto ni – "Corri! Dalla mamma" | 20 ottobre 1981   |         |
| 25 | I poliziotti perquisiscono accuratamente il treno appena giunto in stazione, ma l'esito è del tutto negativo: Sébastien è infatti giunto a piedi seguendo i binari. Ritrovato Diego, Belle si lancia all'inseguimento dell'imbroglione; così facendo, però, Belle attira l'attenzione della polizia. Diego riesce a rifugiarsi su un treno merci, ma Belle e Sébastien non si perdono d'animo e alla fine riescono ad acciuffarlo. Messo alle strette, Diego restituisce a Sébastien il denaro che gli ha rubato; sfortunatamente, il prestigiatore ha speso quasi tutto ciò che Sébastien aveva e al bambino non rimane quasi nulla. Belle, piazzatasi in mezzo ai binari, costringe il treno ad una brusca frenata e Diego rimane ferito; Sébastien, nonostante tutto, decide di aiutarlo e lo porta in ospedale. Belle corre a nascondersi per un po' su una montagna, ma viene avvistata dalla polizia, che si lancia all'inseguimento del cane. Diego, riconoscente verso Sébastien e sinceramente pentito per tutto ciò che ha fatto, si scusa con il bambino e gli riferisce che la compagnia di Carlos è in città. Sébastien, al colmo della gioia, corre ad incontrare la madre. Isabel, però, si è diretta verso la montagna perché ha saputo che il cane con cui Sébastien viaggia è stato visto là; la donna, avventuratasi da sola sulla montagna, si imbatte in Belle, ma precipita in una scarpata. |                   |         |
| 26 | La sciarpa 「スカーフに託した再会」 - Sukafu ni takushi ta saikai – "La riunione affidata alla sciarpa" | 3 novembre 1981   |         |
| 26 | I poliziotti si riuniscono ai piedi della montagna assieme ad alcuni uomini della zona per organizzare la caccia al "Diavolo Bianco". I colleghi di Isabel, allarmati dalla scomparsa della donna, si mettono alla sua ricerca e si imbattono in Belle; il cane conduce gli uomini fino da Isabel, che viene così tratta in salvo. La polizia arriva sul posto e intima Isabel e gli altri di consegnare Belle, ma questi rifiutano e aiutano il cane a scappare; per questo loro gesto, a Carlos e al resto della compagnia viene intimato di andarsene dalla città alle prime luci dell'alba. Riunitosi a Belle, Sébastien arriva al circo, ma è troppo tardi: la compagnia ha già lasciato la città ed ora è diretta a Barcellona. Sébastien è affranto, ma quando trova una sciarpa di Isabel (che la donna ha legato al collo di Belle al momento di lasciarla andare) capisce che la madre sa che lui la sta cercando e riprende il proprio viaggio, fiducioso che un giorno potrà finalmente abbracciarla. |                   |         |
| 27 | Belle tra le fiamme 「炎の中の魔犬」 - Honō no naka no maken – "Il cane nelle fiamme" | 10 novembre 1981  |         |
| 27 | Belle e Sébastien trovano ospitalità presso un orfanotrofio gestito da alcune suore. Sébastien fa subito amicizia con i bambini, ma uno di essi, Pedro, si mostra molto ostile nei confronti di Belle. Pedro maltratta più volte la povera Belle, arrivando persino a cercare di colpirla con un vaso e a legarla ad un albero nel bel mezzo di un bosco; Sébastien, preoccupato per Belle e rattristato dalla cattiveria di Pedro, decide di andarsene e lascia l'orfanotrofio nel cuore della notte. Pedro, intanto, diventa sempre più intrattabile; in un momento di rabbia, il ragazzo fa accidentalmente cadere una candela, appiccando un incendio che ben presto si propaga in tutto l'orfanotrofio. Belle e Sébastien, da lontano, notano l'incendio e tornano subito all'orfanotrofio, dove danno l'allarme; grazie a loro, le suore e i bambini riescono ad uscire in tempo, tranne Pedro, che rimane intrappolato nel magazzino. Belle, coraggiosamente, si butta in mezzo alle fiamme per salvarlo. Le religiose, intanto, spiegano a Sébastien che Pedro odia i cani perché suo padre è stato ucciso da un mastino rabbioso; Belle vuole salvare Pedro perché ha intuito la verità e sa che il ragazzo, in fondo, non è cattivo. Il grande cane bianco riesce infine a portare Pedro in salvo e il ragazzo, sinceramente pentito per tutto ciò che ha fatto, abbraccia Belle in singhiozzi. |                   |         |
| 28 | Dopo l'incendio 「小さな親方大活躍」 - Chīsana oyakata dai katsuyaku – "Piccolo maestro, grande successo" | 17 novembre 1981  |         |
| 28 | L'orfanotrofio è andato completamente distrutto e la madre superiore si reca in città dal parroco a chiedere aiuti. I bambini, però, sanno che molto probabilmente verranno trasferiti in altre istituzioni e, pur di non essere separati, decidono di costruirsi da sé una nuova casa. Sébastien, entusiasta, decide di dare una mano, ma Pedro è scettico e rifiuta di partecipare; in effetti, nonostante l'impegno di tutti, il tentativo di fabbricarsi una capanna, purtroppo, fallisce miseramente. La madre superiora ritorna con una brutta notizia: non vi sono fondi per ricostruire l'asilo e i bambini dovranno essere trasferiti. Pedro, che in realtà non si era affatto dimenticato dei suoi compagni, chiede aiuto ai muratori di un cantiere vicino; gli operai, vecchi amici del padre del ragazzo, accettano con entusiasmo e tutti insieme riescono a costruire una nuova casa per gli orfani. Sébastien, addolorato all'idea di dire addio, se ne va in silenzio; Pedro, però, decide di fargli un ultimo saluto e suona le campane della chiesa per Sébastien. Il bambino, da lontano, ode le campane e saluta di cuore i suoi nuovi amici, dopodiché riprende il cammino. |                   |         |
| 29 | La ferrovia del destino 「運命の単線列車」 - Unmei no tansen ressha – "Il treno del destino a linea singola" | 24 novembre 1981  |         |
| 29 | Belle e Sébastien arrivano alla piccola stazione ferroviaria di Campos. Il bambino decide di proseguire il viaggio in treno, ma Belle non può viaggiare nella carrozza passeggeri; un uomo si offre di far salire i cani sul vagone merci e Sébastien accetta, ma Belle è molto a disagio. Al momento della partenza, Sébastien viene a sapere dai signori Laurel, una coppia che viaggia sul suo stesso treno, che il vagone merci è diretto altrove: l'uomo, quindi, ha imbrogliato Sébastien per catturare Belle e rivenderla. Il bambino si dispera, ma ormai i treni sono in viaggio e non c'è più niente da fare. L'uomo porta Belle nel proprio villaggio e la rinchiude, ma durante la notte un violento temporale provoca il crollo della sua casa; Belle riesce a liberarsi e salva la vita dell'uomo, dopodiché fugge via. L'uomo, amaramente pentito, confessa alla polizia di aver rubato Belle e li prega di riportarla da Sébastien, ma i poliziotti, avendo compreso che il cane è il "Diavolo Bianco", si mettono sulle tracce di Belle per ucciderla. Sébastien, nel frattempo, è stato ospitato dai signori Laurel in attesa di prendere il treno e cercare Belle, ma la tempesta ha interrotto la ferrovia; il bambino, allora, decide di proseguire a piedi e si mette in cammino alla ricerca di Belle. |                   |         |
| 30 | L'evasione 「くさりのままの逃亡」 - Kusari no mama no tōbō – "Fuggi così come sei" | 1º dicembre 1981  |         |
| 30 | Belle e Sébastien, ai due capi della ferrovia, viaggiano lungo i binari l'uno in direzione dell'altra tentando di ricongiungersi; Belle, però, deve anche sfuggire alla polizia. Sébastien incontra un'anziana signora di nome Alma che viaggia in automobile e gli dà un passaggio, ma la vettura si ferma poco dopo a causa di un guasto al motore. Alma spiega a Sébastien di essere diretta alla casa di un medico: nel villaggio in cui vive la signora una donna sta per dare alla luce un bambino, ma è in pericolo di vita. Sébastien, sapendo di essere nato in circostanze molto simili, decide di mettere temporaneamente da parte la ricerca di Belle e corre a chiamare il dottore; a cose risolte, il bambino riprende le ricerche. Belle, ancora braccata dai poliziotti, arriva ad un ponte, crollato a causa della tempesta, ma non può tuffarsi in acqua a causa della pesante catena di ferro che le è rimasta legata al collo. |                   |         |
| 31 | Il fiume in piena 「濁流をこえて」 - Dakuryū o koete – "Oltre il ruscello fangoso" | 8 dicembre 1981   |         |
| 31 | Sébastien sta ancora camminando lungo la ferrovia; stravolto dalla fatica e dalla febbre, il bambino crolla accanto ai binari. Grazie a Pucci, corso a cercare aiuto, Sébastien viene soccorso e curato da una famiglia di contadini. Belle, intanto, segue il fiume e arriva in un villaggio, dove viene notata da Mariana, una ragazza molto gentile. Durante la notte, due rapinatori che hanno già svaligiato diverse altre abitazioni penetrano in casa di Mariana. Belle se ne accorge e porta Antonio, un giovane poliziotto, fino alla casa; i due malviventi vengono così arrestati. Antonio era stato anche incaricato di catturare Belle, ma dopo quanto successo capisce che si tratta di un animale buono; così, aiutato da Mariana, Antonio toglie la catena a Belle, permettendole di attraversare il fiume, e ne copre la fuga. Sébastien, intanto, si è ripreso e, dopo aver ringraziato la famiglia che lo ha aiutato, riprende di corsa il viaggio, arrivando finalmente alla stazione di Campos, dove però non trova Belle. Affranto, il bambino scoppia in lacrime, ma proprio in quel momento compare Belle, riuscita dopo molte peripezie a raggiungerlo: Belle e Sébastien sono finalmente di nuovo insieme. |                   |         |
| 32 | Il ritratto della mamma 「ママの写真」 - Mama no shashin – "La foto della mamma" | 15 dicembre 1981  |         |
| 32 | Belle e Sébastien arrivano in una piccola città dove pare essersi fermato il circo di Carlos; purtroppo, però, nessuno sembra saperne nulla. Sébastien si imbatte poi in un piccolo ladruncolo, Pedro, e lo aiuta a sfuggire alla polizia. Pedro, per ricambiare il favore, lo indirizza presso il punto dove potrebbe trovarsi il circo; arrivato a destinazione, tuttavia, Sébastien trova invece un uomo di nome Carole che un tempo apparteneva alla compagnia di Carlos. Carole consiglia a Sébastien di recarsi a Granada e chiedere notizie su Isabel al capo degli zingari della zona. Sébastien scopre anche che Pedro è in realtà il figlio di Carole ed è scappato dal padre a causa dell'eccessiva severità dell'uomo; Sébastien riesce a far capire a Carole che i suoi metodi sono troppo duri e poi tenta di convincere anche Pedro a tornare da suo padre. Pedro, inizialmente, non ne vuole sapere, ma Sébastien riesce a fargli cambiare idea. La polizia, nel frattempo, scopre che Belle e Sébastien sono in città e interroga Carole; l'uomo, ingenuamente, fa sapere ai poliziotti dove trovarli, ma quando Pedro gli riferisce che Belle e Sébastien sono ricercati a causa di un malinteso, Carole e il figlio intervengono per aiutare i due amici, che riescono così a salvarsi. Al momento di salutarsi, Carole regala a Sébastien una fotografia di Isabel e il bambino riprende il cammino in direzione di Granada. |                   |         |
| 33 | La separazione 「うらぎったジョリィ」 - Uragitta Joryi – "Jolly tradita" | 12 gennaio 1982   |         |
| 33 | Sébastien si imbatte in un arrogante e severo addestratore di animali, Demon, che sostiene che Belle sia in realtà Jolly, il suo cane, scappato mentre attraversavano i Pirenei. Demon pretende che Sébastien gli consegni subito il cane, ma la discussione è placata da un viscido segretario statale di nome Boero, che si offre di aiutarli a risolvere la faccenda. Boero chiede a Tonia, una giovane che vive in una villa fuori città, di ospitare Sébastien e i suoi cani finché la questione non sarà chiarita; Tonia, che non sembra provare alcuna simpatia né per Demon né per Boero, accetta. Si scopre che Demon lavora per un uomo che vuole acquistare la casa di Tonia e Boero è incaricato di concludere la trattativa; la ragazza, tuttavia, non ha alcuna intenzione di vendere. Boero intende approfittare della reputazione di Belle come "Diavolo Bianco" per eliminare Tonia senza destare sospetti e convince Demon ad addestrare il cane affinché uccida la ragazza. Boero riesce a fare in modo che Belle sia affidata a Demon e in breve il crudele addestratore riesce a sottomettere il cane, che pare dimenticare la sua amicizia con Sébastien. |                   |         |
| 34 | Torna, Belle 「もどれぼくの手に」 - Mo dore boku no te ni – "Nelle mie mani" | 19 gennaio 1982   |         |
| 34 | Demon continua ad addestrare Belle e Boero, abilmente, riesce ad insinuare in Sébastien il dubbio che le pretese di Demon siano fondate. Boero, poi, allo scopo di allontanare definitivamente Sébastien ed evitare che interferisca con l'addestramento di Belle, riferisce al bambino che il circo di Carlos si trova in una città lontana; Sébastien si reca nella città in questione, ma al suo arrivo scopre l'inganno. Il bambino si affretta a tornare alla villa e arriva proprio nel momento in cui Demon sta ordinando a Belle di aggredire Tonia. La vista dell'amato padroncino fa tornare in sé Belle e il grande cane bianco ritrova la propria bontà, rifiutandosi di fare del male alla ragazza. Il diabolico piano di Boero e Demon è così smascherato e i due vengono arrestati. Boero, in un disperato tentativo di evitare l'arresto, riferisce alle autorità che il "Diavolo Bianco" si trova nei paraggi, ma Tonia, riconoscente verso Belle e Sébastien per averla salvata, nega di aver mai visto il cane; Belle e Sébastien possono così ripartire indisturbati. |                   |         |
| 35 | L'inseguimento 「鬼警部と美人飛行士」 - Oni keibu to bijin hikō-shi – "La polizia demoniaca e il bellissimo aviatore" | 19 gennaio 1982   |         |
| 35 | Sébastien chiede un passaggio a Garcia, un ispettore simpatico e un po' pasticcione di ritorno da Tangeri; Garcia è sottovalutato dai colleghi a causa della sua indole bonaria ed è deciso a riscattarsi catturando il "Diavolo Bianco", ma per fortuna non si accorge di Belle, accucciata sul tettuccio dell'automobile. Arrivati in paese, però, Belle viene notata e Sébastien è costretto a scappare per non essere catturato da Garcia. Al sicuro fuori città, Sébastien conosce una giovane pilota di nome Maruka che si offre di portare in volo il bambino a Granada. Maruka riceve una telefonata da Garcia che la informa che Belle e Sébastien sono ricercati, ma la ragazza intuisce che si tratta solo di un malinteso e prega Garcia di darle il tempo di accertarsi della verità; l'ispettore, però, ben deciso a catturare il "Diavolo Bianco", si precipita a casa di Maruka e Belle e Sébastien riescono a malapena a scappare. Durante la fuga, Sébastien perde la fotografia di Isabel, che viene raccolta da Maruka. Garcia organizza delle squadre di ricerca per trovare e arrestare i due e ingaggia Rizzo, un viscido furfante esperto nel furto di cani. Rizzo riesce ad avvicinare Sébastien e finge di volerlo aiutare a sfuggire alla polizia; il bambino, pur se diffidente, accetta. |                   |         |
| 36 | Addio Belle 「猛毒がひそむほら穴」 - Mōdoku ga hisomu horaana – "Una tana dove si nasconde un veleno mortale" | 2 febbraio 1982   |         |
| 36 | Belle e Sébastien continuano il cammino assieme a Rizzo. Il ladro riesce a consegnare Belle e Sébastien a Garcia, ma subito dopo li aiuta a scappare: il furfante ha infatti in mente di impossessarsi di Belle e rivenderla. Sébastien intuisce le vere intenzioni di Rizzo, ma solo il ladro può guidarlo al sicuro lontano da Garcia e accetta a malincuore di seguirlo. Maruka, nel frattempo, decide di andare a cercare Sébastien con il suo aeroplano, ma sopraggiunge Garcia, che la costringe a portarlo con sé; Maruka è costretta a collaborare. La ragazza e Garcia riescono facilmente ad individuare i protagonisti; Sébastien si allontana per distrarre l'aereo, lasciando Belle da sola con Rizzo. I due si rifugiano in una grotta e Rizzo, con l'inganno, riesce a somministrare un veleno a Belle. Maruka e Garcia sono costretti a rientrare a causa di un'avaria all'aereo; la strada è ora libera e Sébastien si dirige verso la grotta, ignaro di quanto accaduto alla povera Belle. |                   |         |
| 37 | Il volo della speranza 「飛べ！希望の空へ」 - Tobe! Kibō no sora e – "Vola! Verso il cielo della speranza" | 9 febbraio 1982   |         |
| 37 | Sébastien arriva alla grotta e trova Belle immobile a terra. Anche Garcia e la squadra di ricerca arrivano sul posto e trovano il bambino, sconvolto, accanto all'amato cane. Garcia comprende che è stato Rizzo; pentito e commosso dalla sofferenza di Sébastien, l'ispettore decide di concedere una degna sepoltura a Belle e la fa sotterrare nel cimitero del paese. La polizia inizia ad organizzare il rientro in Francia di Sébastien; intanto, Maruka si prende cura del bambino, prostrato e senza essere neanche più in grado di parlare, tanto è il dolore che sta provando. La ragazza accompagna Sébastien al cimitero per permettergli di dare l'ultimo saluto a Belle e qui si imbattono in Rizzo, intento a disotterrare la bara in cui è stata deposta Belle: il veleno che le ha somministrato, infatti, non l'ha uccisa, ma le ha solo procurato uno stato temporaneo di morte apparente. Anche Garcia lo scopre e si precipita al cimitero. Sébastien, intanto, è stato preso in ostaggio da Rizzo; proprio in quel momento, però, Belle si riprende e riduce alla ragione il delinquente. Belle, Sébastien e Maruka lasciano il cimitero in tempo per evitare di essere raggiunti da Garcia; la ragazza restituisce a Sébastien la fotografia di Isabel e, come promesso, lo accompagna in volo fino a Granada. Garcia, sinceramente contento che tutto sia finito bene, guarda l'aereo allontanarsi e augura ogni bene a Belle e Sébastien. |                   |         |
| 38 | Una crudele menzogna 「ママは、やっぱり素敵だな」 - Mama wa, yappari sutekidana – "La mamma è carina dopotutto" | 16 febbraio 1982  |         |
| 38 | Atterrato qualche miglio a nord di Granada, Sébastien si imbatte in un locandiere di nome Pancho che finge di avere mal di schiena per farsi aiutare a trasportare un grosso sacco di patate. Il bambino, ignaro, accetta di dargli una mano e Pancho lo conduce alla propria locanda, che manda avanti assieme alla propria moglie. I due coniugi, apparentemente molto gentili e ospitali, intendono sfruttare Belle e Sébastien facendoli lavorare gratis alla locanda e per farlo restare più tempo possibile raccontano a Sébastien di aver conosciuto sua madre, ma anche che lei lo ha abbandonato e non vuole avere niente a che fare con lui. Addolorato, Sébastien si ritira in solitudine e incontra una bambina di nome Elisa che vive non lontano assieme alla madre, Teresita. Anche Elisa e Teresita hanno conosciuto Isabel e spiegano a Sébastien come sono andate davvero le cose. Un anno prima, Teresita era dovuta andare a lavorare lontano e aveva lasciato in affido Elisa alla locanda di Pancho e sua moglie, pagando la coppia per il disturbo; come loro costume, però, Pancho e la moglie avevano sfruttato Elisa, facendola lavorare così duramente che un giorno la bambina si ammalò. Isabel trovò Elisa svenuta e se ne occupò fino al ritorno di Teresita, dopodiché aiutò quest'ultima a regolare i conti con Pancho; questa è la ragione per cui Pancho e sua moglie odiano tanto Isabel e hanno mentito così crudelmente. Rassicurato, Sébastien ringrazia Elisa e Teresita e riparte verso Granada più ansioso che mai di abbracciare finalmente sua madre. |                   |         |
| 39 | L'acqua malsana della Sierra Nevada 「シェラネバダの悪い水」 - Shera Nebada no warui mizu – "Acqua cattiva a Sierra Nevada" | 23 febbraio 1982  |         |
| 39 | Sébastien, Belle e Pucci giungono finalmente alle falde della Sierra Nevada. Arrivati ad una sorgente, Sébastien si ferma per abbeverarsi (nonostante Belle, che ha annusato qualcosa di strano nell'acqua, cerchi di convincerlo a non farlo) e viene visto da Muñoz; avvertito il compare Mendoza, i due si recano poi a Granada per farsi aiutare dagli zingari a catturare il cane, ma vengono arrestati con l'accusa di contrabbando e per non finire in gattabuia sono costretti a rivelare alla polizia che il "Diavolo Bianco" si trova nei paraggi. Il comando di Granada manda dunque una pattuglia sulle tracce del cane: di essa fanno parte il bieco ispettore Gonzalo e Mingo, un poliziotto gitano esperto nella cattura di animali selvatici. Nel frattempo, Sébastien soccorre un giovane cacciatore, Riccardo, che si è distorto una caviglia e lo aiuta a tornare a casa. Riccardo e sua moglie Rita offrono ospitalità per la notte a Sébastien, ma Belle fiuta l'avvicinarsi della pattuglia e il bambino è costretto a scappare. Riccardo e Rita, interrogati da Gonzalo, mentono per proteggere Belle e Sébastien e forniscono di proposito indicazioni errate alla pattuglia. Sébastien, però, comincia a sentirsi male a causa dell'acqua che ha bevuto e non è in grado di proseguire; per aiutare il padroncino, Belle corre a chiamare Riccardo e Rita. I latrati di Belle, però, fanno sì che la squadra di ricerca li individui. |                   |         |
| 40 | Hanno catturato Belle 「ボーレアドーラの恐怖」 - Bōreadōra no kyōfu – "L'orrore di Boreadora" | 2 marzo 1982      |         |
| 40 | Riccardo e Rita, guidati da Belle, riescono a trovare Sébastien, ma sopraggiunge anche la pattuglia di Gonzalo; Mingo cattura Belle usando un paio di bolas. Sébastien, vittima di un'intossicazione causata dall'acqua, ha però la febbre alta e non è in condizioni di essere trasportato, sicché Gonzalo, dietro suggerimento di Mingo, decide di fermarsi per la notte a casa di Riccardo. Mentre Rita si occupa di Sébastien, Riccardo cerca di liberare Belle, ma viene sorpreso da Mingo; il poliziotto fa capire a Riccardo che far fuggire Belle servirà solo a peggiorare la reputazione del cane, ma gli promette anche di fare il possibile per provarne l'innocenza e i due si lasciano da amici. La mattina dopo, rientrati a Granada e messa Belle in cella, Gonzalo presenta un rapporto che tuttavia omette che Belle, portando i soccorsi da Sébastien, ha di fatto salvato la vita al bambino; Mingo, indignato, rifiuta di firmare il rapporto, e Gonzalo lo fa estromettere dall'indagine. Senza più nessuno in grado di parlare in sua difesa, Belle è condannata ad essere soppressa. |                   |         |
| 41 | Belle è condannata 「ジョリィ奪回作戦」 - Joryi dakkai sakusen – "L'allegra strategia di riconquista" | 9 marzo 1982      |         |
| 41 | Sébastien inizia finalmente a sentirsi meglio e viene informato da Riccardo, Rita e Mingo di quanto accaduto a Belle. Deciso a fare il possibile per salvare Belle, Sébastien, accompagnato dai suoi nuovi amici si reca dal vecchio Silva, l'anziano capo degli zingari. Sébastien ottiene la fiducia di Silva rivelandogli di essere figlio di Isabel, ma viene anche a sapere che la compagnia di cui fa parte la madre ora si trova proprio in Francia, presumibilmente proprio perché Isabel vuole riprenderlo con sé. Silva promette a Sébastien di aiutarlo a tornare in Francia e gli assicura l'aiuto della sua gente per liberare Belle, mettendogli a disposizione gli zingari Pato, Chalo e Rojo. Mingo mette a punto un piano: farà entrare Sébastien nella stazione di polizia e gli zingari si occuperanno di creare un diversivo per permettere a Mingo e Sébastien di far fuggire Belle. L'ispettore Gonzalo, intanto, scopre la fuga di Sébastien e capisce che è stato Riccardo ad aiutarlo; furioso, decide di mettersi sulle tracce del bambino, ma per farlo è necessario la guida di Mingo, il solo che conosca la zona a sufficienza. Sapendo che Mingo vorrà interferire con la condanna di Belle, però, Gonzalo decide anche di anticipare l'esecuzione senza comunicarlo al collega. Quella sera, Sébastien, Riccardo, Mingo e i gitani scendono in città per liberare Belle e Mingo finge di arrestare Sébastien e Rojo per portarli all'interno della caserma. Il piano funziona, ma scoprono che l'esecuzione di Belle è stata anticipata: restano solo pochissimi minuti per salvare Belle. |                   |         |
| 42 | Operazione salvataggio 「よみがえった友情」 - Yomigaetta yūjō – "Rinasce l'amicizia" | 16 marzo 1982     |         |
| 42 | Riccardo, Pato e Chalo tagliano la corrente elettrica, interrompendo l'esecuzione di Belle, mentre gli zingari di Granada creano scompiglio in paese per attirare i poliziotti fuori dalla caserma. Muñoz e Mendoza ne approfittano per intrufolarsi nella cella di Belle con l'intenzione di portare il cane in un altro posto di polizia ed intascarsi la taglia; riescono a liberarla, ma Belle mette nel sacco i due, riuscendo a fuggire. Sébastien, Mingo e Rojo scoprono l'accaduto e si mettono alla ricerca di Belle, senza riuscire a trovarla. Il capo della polizia spicca un mandato contro Muñoz e Mendoza, che sono così costretti a darsela a gambe. Sébastien, guidato dal fiuto di Pucci, si avventura sulle montagne per cercare Belle, ma rischia di essere ancora una volta sbranato dai lupi; per fortuna, Belle interviene in difesa del padroncino e mette in fuga le belve. Sébastien, al colmo della felicità, si riunisce così finalmente a Belle. La mattina successiva, Sébastien saluta Riccardo, Rita e Mingo e si prepara a tornare in Francia per incontrare finalmente Isabel. |                   |         |
| 43 | Un treno per i Pirenei 「ピレネー超特急」 - Pirenē chō tokkyū – "Il treno ad alta velocità per i Pirenei" | 13 aprile 1982    |         |
| 43 | Sebastien, ringrazia il vecchio Silva, con Riccardo Mingo, e Rita, di aver aiutato a salvare Belle, e Silva consiglia a Sebastien di prendere il treno per i Pirenei. Ma nel treno merci, appaiono i due contrabbandieri, ovvero, Mendoza e Munoz, per evitare di catturare di poliziotti di Granada. Ma durante il viaggio, ci sono tante pecore in mezzo al binario, per cui Scello, uno dei tre gitani ad aiutarlo, e mentre, Riccardo e Mingo, mettono, Belle, Sebastien e Pucci nel treno merci, così dopo averli salutati Riccardo e Mingo, Belle e Sebastien e insieme a Pucci, viaggiano tranquillamente in un treno per i Pirenei. Nel frattempo al commissariato di Polizia, devono andare alla stazione, per catturare Belle e Sebastien, dopo che l'Ispettore Gonsaro telefonava al capostazione. Qualche ora alla stazione, uno degli amici del vecchio Silva, aiutando Belle, Sebastien, e Pucci, ed il gitano consiglia ai tre amici, di cambiare l'altro treno, per evitare alla cattura della polizia. Così i quattro riescono a fuggire, ma i poliziotti lo cercano ovunque. Così un gitano consiglia a Sebastien e i due cani, finiti in un altro treno merci. Ma intanto, Mendoza e Munoz, finiti dalle mani della polizia, ma ad un certo punto, un poliziotto ha trovato una traccia, si tratta del pelo del diavolo bianco. Quando i poliziotti, cercano di catturare, ma purtroppo, il treno era partito. Intanto nell'altro paese, dove i poliziotti assistono allo spettacolo del grande Caorle e di suo figlio. È proprio il grande Caorle, è famoso per spezzare le catene, ma all'improvviso una donna, avvisa a Caorle e al figlio di aiutare Sebastien, Belle e Pucci, di proteggere. Così, Caorle e suo figlio Pedro, vanno nel furgoncino per aiutare i tre amici, che stanno sul treno. Ma intanto i poliziotti cercano di catturare Sebastien, Belle e Pucci. |                   |         |
| 44 | Il fantastico Carole 「おかしな大列車作戦」 - Okashina dai ressha sakusen – "La strana operazione di un grande treno" | 20 aprile 1982    |         |
| 44 | Prosegue il viaggio di Belle, Sebastien e Pucci, verso i Pirenei. Ma intanto Carole e il figlio Pedro, guardano la pattuglia della polizia finito in un ponte sospeso e Carole, gli solleva il furgoncino e i poliziotti rimangono stupiti e di conseguenza il furgoncino è finito nel fiume. Nel frattempo, Belle, Sebastien e Pucci, sul treno, stanno guardando i monti dei Pirenei. Quindi Carol, Pedro in compagnia dei poliziotti su un furgoncino di Carole per andare a cercare di catturare Belle e Sebastien. Ma quando Pedro consiglia a suo padre Caorle, di farli liberare dai poliziotti, per cui il treno va troppo veloce, ed è impossibile arrivare alla stazione. Dopo qualche minuto, Sebastien rivede nel furgoncino, Carole e Pedro, per salutarli. Così i tre intrepidi eroi, continuano a viaggiare. Ma intanto alla stazione, giungono i due poliziotti, ovvero, l'Ispettore Garcia e il poliziotto Martin, grazie alla collaborazione dell'Ispettore Gonzalo, per cercare di catturare Belle e Sebastien ed il piccolo Pucci. Intanto nella villa del Sig. Albert, organizza a Lena, una festa in maschera, ma di conseguenza, la signora Maria avvisa il sig. Albert, e ribadisce che i poliziotti cercavano di catturare il diavolo bianco, e gli hanno proibito di uscire dal paese. Quindi il sig. Albert, organizza di tutto pur di aiutare Belle e Sebastien, Fernando gli prende la macchina. Intanto Mendoza e Munoz, a bordo del furgoncino per catturare il diavolo bianco. Ma nel frattempo alla stazione, Fernando l'autista, a bordo con il sig. Albert, e la figlia Lena, e chiedono informazioni se veramente l'Ispettore vuole catturare Belle, e Lena cercava di evitare all'Ispettore. E il sig. Albert, gli fa un piano, consiglia al sig. Fernando di prendere la scorciatoia. Di conseguenza, l'ispettore Garcia, cercano di fermare Mendoza e Munoz, evitando in un posto di blocco, ma viene investito e viene aiutato dal suo assistente Martin. Così i due contrabbandieri per evitare in un posto di blocco, e che il camion, venne finito sul binario del treno, ma i poliziotti sparano e il camion prende fuoco, ma i due fuggono. Nel frattempo Belle e Sebastien, fuggono dal vagone, per evitarli alla cattura, ma a un certo punto, Belle vede la macchina e Lena la riconosce, e Sebastien rivede Lena, così il sig. Albert ed è molto felice, che Belle, Sebastien e Pucci, saranno invitati al compleanno di Lena. Ma intanto i due fuggiaschi Mendoza e Munoz, mormoravano che il Sig. Albert ed è un ricco sfondato, e cercano di dare la soluzione. Sebastien, insieme a Belle, Pucci, sono finiti nell'auto del Sig. Fernando, in compagnia del sig. Albert e della splendida Lena, per evitare di vedere i poliziotti. |                   |         |
| 45 | Festa in maschera 「誕生パーティーで脱出作戦」 - Tanjō Pātī de dasshutsu sakusen – "La strategia di fuga alla festa di compleanno" | 4 maggio 1982     |         |
| 45 | Durante il tragitto, verso la villa, Lena, racconta a Sebastien, per sapere la notizia dov'è la madre di quest'ultimo, e Sebastien ribadisce a Lena, che la madre si trova nei Pirenei. Lena, è felice che Sebastien e Belle, fanno come regalo, in poche parole, è proprio il compleanno di Lena, ma Sebastien non sapeva niente, ma è molto felice lo stesso. Una volta, giunti nella villa del sig. Albert, Lena, invita Belle, Sebastien e Pucci, e consiglia di nascondere, prima che arrivino la polizia. A quel punto, arrivano l'Ispettore Garcia e dal suo fido poliziotto Martin, per trovare le tracce di un ragazzino e del grosso cane bianco, ma il sig. Albert, lo vede dalla finestra, senza essere notato, e dovrà escogitare un piano. Durante l'ora di pranzo, Lena, racconta tutto a Belle e Sebastien, che proprio questi ultimi, hanno trascorso dei momenti difficili. Nel frattempo, i due poliziotti, ispezionano l'auto del sig. Fernando, ma all'interno, l'ispettore Garcia ha trovato una traccia, un batuffolo di pelo bianco, appartenuto a Belle. Nel frattempo, nei pressi della stazione dove i poliziotti, stavano accertando le cause del camion bruciato dalle fiamme, ma uno dei poliziotti, racconta all'Ispettore Gonsaro, informatosi, sul ragazzo e il diavolo bianco, di cui ha visto salire sull'auto, e diretti verso la villa. Dopo che Garcia e Martin, lasciano temporaneamente la villa del sig. Albert, per andare al Comando di Polizia, Josè, padre di Lena, organizza di tutto per fare la fuga, ma prima di tutto con l'aiuto di Fernando e Maria, di chiamare tutti i ragazzi per la festa in maschera, in occasione del compleanno di Lena, con un po' d'anticipo. Nel tardo pomeriggio, Belle, si sente ringhiare, qualcosa dalla finestra, e Sebastien ad un certo punto, si vede i due individui, nient'altro che Mendoza e Munoz. Questi ultimi due riescono ad entrare nel cancello, e di cercare di impossessarsi del diavolo bianco, aspettando verso la notte. Alcuni minuti dopo, però alla villa, sono giunti i due poliziotti, gli ispettori Garcia e Gonsaro e il sig. Albert, non gli permette di perquisire la casa, ma i due ispettori hanno un ordine di mandato di perquisizione, per catturare il diavolo bianco. Quando il sig. Albert, li invita gentilmente i poliziotti per assistere alla festa in maschera, ma durante uno scoppiettio e una piccola esplosione davanti al camino, appare un indio mascherato in qualità di prestigiatore. Nel frattempo, nel giardino della villa, durante la sera, Maria, che ci sono i due individui, ovvero, Mendoza e Munoz. Nel frattempo, il Sig. Albert, insieme a Lena, Belle, Sebastien e Pucci, fuggono dalla villa, per via della fuga. Di conseguenza, la signora Maria, avvisa i poliziotti che nel giardini ci sono i due ricercati, cioè Mendoza e Munoz, che sono riusciti a catturare dai poliziotti. Ma intanto l'ispettore Gonsaro, scopre sotto la maschera dell'Indios, che in realtà è il signor Fernando. Durante la fuga, Lena e Sebastien, stanno guardando le macchine della polizia, ma per sfuggire alla cattura, il sig. Albert, costringe a fare una velocità elevata, riuscendo a far perdere le tracce. Però l'auto dell'ispettore Martin insieme al tenente Martin, si fermano sul viadotto stretto, e ci pensava di impedire alla cattura, ma l'ispettore Gonsaro rimase su tutte le furie, naturalmente Garcia pensa che Sebastien un giorno lo rincontrerà e cercando di fuggire il più lontano possibile, che la polizia non li trovano. Una volta giunti sulla montagna, a pochi chilometri, il sig. Albert, Lena, Belle, Sebastien e Pucci, lasciano l'auto per poi proseguire a piedi fino al confine tra la Spagna e la Francia. |                   |         |
| 46 | La grande scalata 「ピレネー大岩壁」 - Pirene ooiwa kabe – "La parete rocciosa dei Pirenei" | 11 maggio 1982    |         |
| 46 | La mattina presto, Belle, Sebastien, Pucci, accompagnato dal Sig. Albert e dalla figlia Lena, proseguono il cammino sulla montagna, durante il tragitto, visitano i bastoni del diavolo, e di conseguenza il sig. Albert, consiglia di andare alla frontiera, poiché il comandante Castillas guardiano del confine dei Pirenei, lo sorveglia giorno e notte. Durante la camminata, Sebastien ha visto una luce in superficie, e i nostri eroi, stanno per nascondersi, ma ad un certo punto, si sentono degli spari, e hanno scoperti, sono delle guardie di confine. Quando i nostri eroi, cercavano di fuggire, il più lontano possibile, ma mentre il comandante Castillas, e le sue guardie, lo seguono dappertutto. Dopo tante salite, quando Sebastien afferra la mano a Lena, ma quest'ultima precipita per poco, ma per fortuna, c'è Belle che lo salva. Successivamente i nostri eroi, riescono a fuggire su una barca, da una sponda all'altra, finché le guardie non raggiungono. Una volta giunti alle cime della montagna, il sig. Albert, consiglia di arrivare all'altro monte. Ma durante il cammino, Belle avvisa Sebastien e gli altri che le guardie di confine, stanno raggiungendo, che è proprio il comandante Castillas è praticamente in gamba. Durante la sosta, Sebastien saluta Lena e suo padre, che lo vedranno presto. Durante l'allontanamento di Sebastien, il comandante Castillas, chiede informazioni al sig. Albert, per sapere, dov'è il diavolo bianco. Ma il sig. Albert, lo conosce perfettamente bene il comandante, e ha letto nel giornale. Ma intanto, Belle, Sebastien e Pucci, raggiungono la cima, ma durante il quale, uno dei soldati di confine, cercano di sparare il ragazzino e il cane, ma Lena, gli dà un calcio, per impedire di uccidere. Intanto Sebastien, durante la scalata, poco prima di arrivare alla cima, precipita, per pochi metri, ma per fortuna, Belle lo salva, e il comandante Castillas, non crede ai suoi occhi. fra lo stupore generale. Una volta, giunti alla cima Belle e Sebastien, insieme a Pucci ce l'hanno fatta a raggiungere la cima. |                   |         |
| 47 | In cammino verso casa 「大嵐の前ぶれ」 - Dai arashi no mae bure – "Il fronte di una grande tempesta" | 18 maggio 1982    |         |
| 47 | Dopo aver raggiunto la cima, Sebastien, Belle e Pucci, continuano a proseguire verso il confine, per trovare la madre, ma durante il cammino, arriva un temporale e Sebastien, cercava la grotta dove rifugiarsi. Nel frattempo dall'altra parte del confine, la compagnia del circo di Carlo, fra questi Isabel, la madre di Sebastien, andranno dall'altra parte del paese della Francia. In poche parole, alcuni membri della compagnia, ricordano tanto Isabel, che dopo aver abbandonato Sebastien quando era in fasce, veniva affidato da Angelina e dal Nonno Cesar. Poi, lavorò nello spettacolo, per tanto tempo, e poi un giorno se Isabel, desidera tanto di rivedere Sebastien dopo tanto tempo. Nel frattempo, durante il cammino nella grotta, Sebastien, insieme ai due cani, venne franato in una galleria, da un passaggio all'altro, appare l'uscita della grotta. Intanto Isabel, abbandona il gruppo per andare a cercare Sebastien, dopo tanto tempo. Per Sebastien, durante il temporale, un tuono abbatte una gigantesca roccia, ma di conseguenza, diventa un ponte per attraversare da una montagna all'altra, ma durante la traversata, il ponte di roccia venne precipitato e Belle ha fatto un salto. Così dopo averlo superato il confine, Sebastien trova un rifugio. Intanto Nonno Cesar e Angelina, stavano preparando la cena. |                   |         |
| 48 | Bufera tra le rocce 「嵐のなかの再会」 - Arashi nonakano saikai – "Riunione nella tempesta" | 25 maggio 1982    |         |
| 48 | In mezzo a una tormenta di neve, Sebastien, Belle e Pucci, dopo aver trovato rifugio per una sola notte, lasciano il rifugio e proseguono lungo il cammino per trovare sua madre. Nel frattempo, Isabel, dopo aver trascorso nella notte in una grotta, uscita per andare a cercare e a ritrovare Sebastien. Intanto, nell'altra parte del confine, nella baita, Angelina, si preoccupa per Sebastien e Nonno Cesar, la va a cercare. Qualche minuto dopo, Nonno Cesar, raggiunto il confine, per andare a cercare Sebastien, ma purtroppo non si sentono, poiché c'è molta tormenta di neve, per il forte vento. Così dopo aver camminato a lungo, Belle, Sebastien e Pucci, raggiungono il confine, per trovare il sentiero di casa. Intanto Isabel, durante il cammino, si scivolò ed è finita in mezzo alla neve. Così Belle, sente l'odore di Isabel e avvisa a Sebastien, di aver trovato traccia della madre di lui. Dopo qualche minuto, Sebastien, ritrova e riconosce la madre, del quale non la vede da tanto tempo. In poche parole, la madre si sentiva svenuta per via del freddo. Così, Sebastien, consiglia a Belle, di andare dal Nonno Cesar, per chiedere aiuto, a causa del freddo. Una volta giunti nella baita, il nonno riconosce che è la voce del cane. Di conseguenza, Belle e Nonno Cesar, camminano sui sentieri, per cercare Sebastien e la madre, dopo qualche istante, Sebastien riabbraccia il nonno, e fa aiutare la madre di lui, dopo che Sebastien l'ha chiesto di aiutarlo. Per questo Nonno Cesar, prese Isabel e la porta sulle spalle, ma la via del ritorno è difficile a causa della tempesta di neve, aumenta sempre di più. |                   |         |
| 49 | Un messaggio disperato 「悪魔の回廊の大なだれ」 - Akuma no kairō no dai nadare – "Il grande che si trova nel corridoio del diavolo" | 1º giugno 1982    |         |
| 49 | Durante il tragitto a causa della tormenta di neve, Nonno Cesar, carica sulle spalle Isabel, la madre di Sebastien. È proprio che Sebastien, grazie all'aiuto di Belle, riesce ad arrampicare fino in cima. Intanto Angelina, nella baita, sentendo bussare alla porta, e sono giunti, la compagnia dello spettacolo di Carlo, e informano Angelina, per sapere dove sta Isabel, qualche istante dopo, arrivano i tre poliziotti francesi, fra questi c'è Jean, il fratello di Angelina, quest'ultima ribadisce che Nonno Cesar, è uscito per andare a cercare Sebastien e sua madre Isabel, ma solo alcuni istanti dopo, riescono a cercarli, e che alla fine appare Belle e lo guida per rintracciare Sebastien, e quindi Angelina ritrova proprio Sebastien dopo tanto tempo. Di conseguenza, Angelina, Jean, Sebastien e Belle, hanno trovato Nonno Cesar, in compagnia di Isabel, e Cesar dicendo che Isabel è ancora viva ma è fuori conoscenza. Ma il comandante, ribadiva che Belle è un diavolo bianco, ma Cesar, consiglia al poliziotto di gettare la pistola, poiché Belle è un cane di salvataggio. Dopo tanti sentieri almeno un po' pericolosi, Belle, avvisa agli altri che può proseguire oltre il sentiero. Una volta, giunti nella baita, Isabel si riposa, per via delle sue condizioni di salute. Ma nonostante per cui il tempo che nevicava, soltanto Belle può andare in paese a trovare il Dottor Ghion, ma il comandante, ribadiva che nel paese, ci sono persone che si spaventano, per via del diavolo bianco, ma Angelina, ha una soluzione, mettendo un biglietto al collo, legato con una corda, e una bella sciarpa blu, in modo che il dott. Ghion lo conosce perfettamente bene la sciarpa. Così Belle, esce dalla baita per arrivare in paese dal dottor Ghion, il più presto possibile. |                   |         |
| 50 | La fine della caccia 「うたがい晴れて」 - Utagai hare te – "C'è il Sole" | 8 giugno 1982     |         |
| 50 | Belle, esce dalla baita e va tranquillamente in paese, nonostante il bel tempo, per andare a trovare il dott. Ghion. Ma durante il tragitto, Belle sentono le voci dei ragazzi, per cui gridano aiuto, finiti sopra una roccia in mezzo a un fiume troppo ripido, poiché l'acqua sta salendo. Ma i ragazzi si spaventano di Belle. Uno dei tre ragazzi, ovvero, Gabriel, cadendo nel fiume e Belle la salva, e naturalmente altri due ragazzi. Così i tre ragazzi ringraziano Belle, per aver salvato la vita. Gabriel dà a Belle un berretto e questa lo porta al padre di uno dei tre ragazzi. Nel frattempo, polizia e cacciatori, vanno alla ricerca del diavolo bianco, finché questi ultimi, hanno rivisto proprio il cane, e hanno avvisato all'Ispettore di polizia per aver riapparso il cane. Finché Belle scappa, poiché l'ispettore e poliziotti lo inseguono e Belle gli lascia il berretto di uno dei tre ragazzi per terra, e di conseguenza il padre di uno dei tre ha visto proprio il berretto, e a un certo punto si sentono le voci dei ragazzi vicino al fiume. Belle continua a fuggire, mentre inseguito da un poliziotto. I tre ragazzi nel frattempo, raccontano al padre di uno dei tre, che Belle non è più un diavolo bianco, ma è praticamente, un cane davvero intelligente, per i quali lo ha salvato, ed è praticamente la verità. Così Belle, giunto al paese, per andare a trovare, ma durante il quale, la gente si spaventa del diavolo bianco. Così la gente, cercavano di tentare bastonate al diavolo bianco. In poche parole, Belle, è finito nel campanile, per evitare che la gente di dare botte. Nel frattempo nella baita innevata, dato che c'era la bufera di neve, Isabel, la madre di Sebastien, continua a riposare, fino a quando Belle non torna con il dottor Ghion. Ma intanto al paese, i tre ragazzi testimoniano la verità, all'ispettore di polizia che Belle, non è più un diavolo bianco, bensì un cane intelligente, per aver salvato dalla paura del fiume, ma l'ispettore non ci crede. Così i tre ragazzi, consigliano all'ispettore di non uccidere il cane, e naturalmente si rivolgono dal dottor Ghion, è l'unica persona che può aiutare. Dopo pochi minuti i tre incontrano il dottore per aver testimoniato tutto del cane Belle. Così il dottore racconta all'ispettore e i cacciatori affermano che i ragazzi venivano salvati da Belle, per via della paura del fiume. Ma uno dei cacciatori, tentano di uccidere Belle, e i ragazzi lo fermano, e Belle abbaia troppo forte, e la gente si spaventano e se ne vanno via. Ma il dottor Ghion, riconosce che quella sciarpa attaccata a Belle, è di Angelina, ed è certamente bisogno d'aiuto. Successivamente il dottor Ghion, l'ispettore e i tre ragazzi, raggiungono sul campanile dove c'è Belle. Quest'ultimo, ringhia al dottore e ribadisce quest'ultimo di non fare del male, poiché il dottore è l'amico di Angelina, del quale gli vuole, molto bene a Sebastien, ma dopo averlo slegato la sciarpa, e appare un biglietto per una cosa urgente al dottore. Quindi, Ghion avvisa l'ispettore, che c'è una lettera da parte del comandante di guarnigione di confine, che nella lettera, ribadisce che Isabel, la madre di Sebastien è malata per via del congelamento. Nel frattempo arrivano i padri dei tre ragazzi e raccontano all'ispettore, affermano proprio la verità, che Belle lo ha salvato, ed è certamente una questione di fortuna. Così il padre di uno dei tre, ringrazia al cane per aver salvato la vita i ragazzi. Intanto alla baita Sebastien, Nonno Cesar e gli altri vegliano sulla guarigione di Isabel, ma dopo diversi minuti, arrivano Belle con il dottor Ghion e l'ispettore. Così il dottor Ghion, dice all'ispettore di non essere chiamato Diavolo bianco, e l'ispettore gli dà soddisfazione a Sebastien, ed è proprio lui che è rimasto felice, per questo che è la fine della caccia di Belle. Nel frattempo il dottor Ghion, gli sta eseguendo un'iniezione a Isabel per farla guarire. |                   |         |
| 51 | La decisione 「ママの決心」 - Mama no kesshin – "La decisione della mamma" | 15 giugno 1982    |         |
| 51 | Tornato il sereno, l'innevata catena dei Pirenei appare in tutto il suo splendore e la baita di nonno Cesar risuona di allegre risate. Grazie alle cure del dottore, Isabel si è completamente rimessa e potra' quindi prendere parte ad una tournée mondiale riservata agli artisti da circo. Naturalmente Sebastien partira' con la madre, e per questo nonno Cesar è un po' triste. Carlos, pero', teme che la presenza di Sebastien costituisca un intralcio per il lavoro della compagnia circense e cosi' cerca di convincere Isabel a lasciarlo a casa. Così, il dottor Ghion, ma all'improvviso, Angelina, è rimasta arrossita di lui, stessa cosa anche per il dottore. Così il dottore, gli dà dei splendidi fiori ad Angelina. Così Angelina, chiese al nonno Cesar di invitare il dottor Ghion a pranzo. Quest'ultimo gli chiese la mano ad Angelina di sposare, e lei sarà molto felice. Così i due stanno bene insieme, ma Sebastien rimasto un di risata e Angelina, si va su tutte le furie. Sia il dottore che Angelina, ribadiscono, se il nonno Cesar, andrà a vivere con loro, ma lui preferisce restare in montagna, dove lui è nato, ma lui sa badare a se stesso. Di conseguenza, arriva Isabel riabbraccia ancora una volta a Sebastien, e ringrazia al cane Belle, che gli ha dato il benvenuto. Il mattino dopo, la compagnia dello spettacolo di Carlos, partivano per la Spagna, dopo averli salutato Isabel, Sebastien e gli altri. Per questo sia Isabel, che per Sebastien, dopo averli riabbracciato perché il sogno è diventato realtà. |                   |         |
| 52 | Il cielo azzurro dei Pirenei 「ピレネーの青い空」 - Pirene no aoi sora – "Il cielo blu nei Pirenei" | 22 giugno 1982    |         |
| 52 | Isabel decide di restare ad abitare alla baita di nonno Cesar con Sebastien, poiché Carlos non vuole che il ragazzo faccia parte della compagnia di artisti girovaghi. Angelina, intanto, sta ultimando gli ultimi preparativi delle sue nozze con il dottore. Sebastien, che sta per iniziare a frequentare la scuola, scrive a Lena per raccontarle tutte le ultime splendide notizie. Belle è diventata la mascotte dei bambini del villaggio e nessuno la teme piu'. La felicita' per Sebastien diventa completa quando riceve una lettera di Lena, la quale gli fa sapere che andra' presto a trovarlo. La domenica mattina sarà un momento magico, Sebastien, con un bel vestito elegante, per il matrimonio di Angelina, in molte parole, Belle, Sebastien e Pucci, scendono dalla montagna e aspettano che arrivino Lena e suo padre. E finalmente Sebastien vede Lena, e l'accoglie a braccia aperte e i due sono molto contenti di rivederli, poi arriva il Sig. Albert, il padre di Lena, e a sorpresa i due autisti personali del sig. Albert, nient'altro che Mendoza e Munoz, ma Belle ringhiava, e Lena, dicendo che sono buoni. Per questo Mendoza ribadisce che gli ha dato una mano alla polizia, grazie al sig. Albert che Mendoza e Munoz, non sono finiti in carcere e naturalmente hanno trovato un lavoro, e Munoz dicendo che sono delle brave persone oneste. Una volta giunti alla baita in montagna, il signor Albert e le figlia Lena, sono felici di fare la sua conoscenza, per Isabel, e Sebastien è rimasto tanto felice. E il sig. Albert, le confessa a Isabel, dicendo che è proprio la madre di Sebastien naturalmente rimase stupito, e non poteva crederci che è rimasto un sogno, quindi gli ha fatto i complimenti a lei, per questa splendida cantante tenuto ad Andorra La Vella e non solo, ma anche ad Alicante e a Barcellona, tanti anni fa, la voce è veramente un angelo, e Isabel gli fa i complimenti. E Isabel, per tutta risposta, dicendo al sig. Albert, che è proprio quest'ultimo gli dava omaggio un bel mazzo di fiori a Isabel, per ringraziarla, come tanti anni fa e il Sig. Albert, è rimasto tanto felice, ma Lena, diceva a lui: "Non è carino da parte sua" e il padre rimase un po' sbalordito. All'improvviso arriva Nonno Cesar, e arriva pure Angelina, con un bell'abito da sposa, proprio per il giorno più bello. Così Nonno Cesar, fa conoscenza, al sig. Albert e alla figlia Lena. Il sig. Albert ribadiva che è in debito con Sebastien in segno di riconoscenza. Tutti insieme partono in macchina, e arrivando a destinazione in chiesa, dove attende lo sposo, ovvero il dottor Ghion, accompagnato dal fratello maggiore di Angelina, ovvero Jean, il che significa, che sta aspettando la sposa. Ad un certo punto arriva Belle per primo, poi è arrivata la sposa, ovvero Angelina, accompagnato dal Nonno Cesar, in quanto a Lena, fa la damigella, portando il velo alla sposa. E finalmente, giunto il grande momento della loro vita. Il nonno è rimasto emozionato, come diceva Lena. A fare da testimoni, ci pensano Isabel, madre di Sebastien e il sig. Albert, padre di Lena. Alla fine della cerimonia gli sposi escono dalla chiesa accompagnati da Sebastien e Lena, coi rispettivi genitori, e la gente si sono diventati molto felici. Naturalmente il sig. Albert, gli tiene a braccetto con Isabel, naturalmente stanno bene insieme, per questo che Sebastien e Lena, sono rimasti contenti per loro. Certamente che il sig. Albert dicendo che vorrebbe il matrimonio che non finisse mai, stessa cosa, vale anche per Isabel. Infine, Angelina gli lancia un bouquet e gli arriva direttamente nelle mani della madre di Sebastien, e il sig. Albert, insieme a Lena e Sebastien rimasero felici. Nel finale, apparvero tanti uccelli in volo, con un bellissimo paesaggio, e un bellissimo cielo azzurro dei Pirenei. |                   |         |